# Josimar
Josimar är en norsk månadsskrift om fotboll som presenterar fotbollens historia, kultur, profiler och berättelser. Namnet Josimar kommer av den brasilianska fotbollspilleren Josimar Higino Pereira. Ansvarig utgivare är Frode da Costa-Lia.

## Kända reportage

### Josimar?/2012
En helsidesannonsen i Josimar visar en karikatyrteckning där Zlatan Ibrahimović kysser den franske spelaren Franck Ribéry. Annonsen var en egenannons för Josimar, där tidningen uppgavs handla om kärleken till spelet, drömmen och fotbollen, men det finns också ett syfte att stötta homosexuella i Norge.
"I Sverige har till exempel Anton Hysén varit öppen med det, men i Norge är det ingen manlig professionell fotbollsspelare som varit det." citat av Frode da Costa-Lia från en intervju med fotbollskanalen.se.

### Josimar 7/2016
Inför valet av Aleksander Čeferin som Uefa-president hade Josimar en artikel av Andreas Selliaas, Pål Ødegård och Håvard Melnæs med anklagelser om att röster i utbyte mot löften om inflytande och tjänster till flera nationella förbund skulle bana väg till presidentposten för Čeferin. Dansk Boldspil-Union, Finlands Bollförbund, Norges Fotballforbund och Svenska Fotbollförbundet, som 3 juni gemensamt lanserade Ceferin, anklagas i artikeln för att ha lagt sin röst på slovenen i utbyte mot ett delat EM i Norden 2024 eller 2028 och en framskjuten placering i Uefa-hierarkin för SvFF:s ordförande Karl-Erik Nilsson.